# Colonne di Giugliano
Le Colonne di Giugliano sono un complesso monumentale situato al confine tra Giugliano in Campania e Melito di Napoli, nella città metropolitana di Napoli. Rappresentano uno dei simboli più riconoscibili della zona.

## Storia

### Origini e contesto storico
Le colonne sono situate all'ingresso della nuova via Campana, che prende il nome dalla Via Antica consolare campana che collegava Puteoli (l'odierna Pozzuoli) con Capua antica, attraversando diversi territori, come Quarto, Qualiano, Giugliano, Aversa e Teverola. Questa strada romana rimase in uso per secoli, mantenendo sostanzialmente il suo tracciato originale fino all'epoca borbonica, quando nella ricostruzione, all'altezza di Qualiano, la nuova strada venne deviata verso est, in direzione Giugliano centro e Melito di Napoli, fino a giungere all'antica strada Regia, poi nominata S.S. 7 bis, al cui incrocio vennero realizzate le Colonne come porta di ingresso alla nuova strada e a Giugliano.

### Ricostruzione borbonica
Le colonne risalgono al periodo borbonico e furono erette nel contesto degli interventi di modernizzazione delle infrastrutture promossi da Ferdinando II di Borbone. Durante il suo regno (1830-1859), il sovrano avviò un vasto programma di riassetto viario per dotare la Campania di infrastrutture moderne, con l'obiettivo di rilanciare l'economia e modernizzare i territori più vicini alla capitale.
Nel 1842 fu avviata la completa ricostruzione dell'Antica via consolare campana, i lavori che si conclusero nel 1850. La strada, che in parte ricalca quella antica, fu ampliata, modernizzata e in parte lastricata con il resistente basolato vesuviano. L'infrastruttura sopportò il passaggio di carri armati durante la Seconda Guerra Mondiale, come testimoniato da un video in cui si notano le colonne.
Per celebrare il completamento di quest'opera ingegneristica, la "porta di Giugliano" fu simbolicamente segnalata con due colonne monumentali caratterizzate da lapidi commemorative che narravano la storia della strada e celebravano la nuova opera.
Le colonne furono progettate, verosimilmente, dall'architetto Antonio Niccolini, noto anche per la progettazione delle Scale di Capodimonte e per la ristrutturazione del Teatro San Carlo di Napoli.

## Descrizione
Il complesso è costituito da due colonne in piperno, disposte simmetricamente all'ingresso della città.
Le colonne hanno un'altezza di circa 4 metri e poggiano su basamenti quadrangolari. Un elemento distintivo è la presenza di pigne scolpite, un motivo ricorrente nelle opere borboniche che simboleggia prosperità, sapienza ed elevazione morale. Un elemento simile si ritrova anche davanti al Teatro San Carlo di Napoli, altra opera curata dallo stesso architetto.
Originariamente, le colonne erano dotate di due lapidi commemorative: una è scomparsa intorno agli anni '60 del Novecento, mentre l'altra, sebbene danneggiata e poco leggibile, è ancora presente.

## Collocazione e stato di conservazione
È interessante notare che, nonostante il nome, le colonne non si trovano nel territorio amministrativo di Giugliano, ma ricadono in quello della vicina Melito di Napoli. Ciò che un tempo era "una strada in mezzo ai campi coltivati" è poi stata circondata da palazzi, centri commerciali e depositi, testimonianza della rapida urbanizzazione dell'area dopo gli anni Settanta del Novecento.
Nel corso del tempo, le colonne hanno subito i danni causati dall'inquinamento e dalle intemperie. Negli anni '90 del Novecento i basamenti delle colonne furono parzialmente tagliati. Ma il monumento continua a soffrire di problemi di degrado dovuti a graffiti, affissioni abusive e scarsa manutenzione dell'area circostante.